# Saneyoshi Noritada
Noritada Saneyoshi (sinh ngày 19 tháng 10 năm 1972) là một cầu thủ bóng đá người Nhật Bản.

## Sự nghiệp câu lạc bộ
Noritada Saneyoshi đã từng chơi cho Gamba Osaka.